# Stylocidaris brevicollis
Stylocidaris brevicollis is een zee-egel uit de familie Cidaridae.
De wetenschappelijke naam van de soort werd in 1904 als een ondersoort gepubliceerd door Johannes Cornelis Hendrik de Meijere.